# Momisis nicobarica
Momisis nicobarica là một loài bọ cánh cứng trong họ Cerambycidae.